# Вилхелм Тобиас Абри
Луис Херман Вилхелм Тобиас Абри (на немски: Louis Hermann Wilhelm Tobias Abry) е флотилен адмирал на германските Военноморски сили и от септември 2021 г. ръководител на подотдел „Операции“ във военноморското командване в Росток.

## Биография
Луис Херман Вилхелм Тобиас Абри е роден през 1969 година в Германия. Присъединява се в рамките на екипаж VII / 88 1988 г. към флота на германските ВМС. Завършва обучение като военноморски офицер, включително степен „Политология“ в Университет на Бундесвера в Мюнхен. Участва в редица мисии на морски единици. През периода 1997–1999 г. е адютант на началника на администрацията на Морската служба, първоначално контраадмирал Ханс Люсов и след него контраадмирал Франк Роупър. Служи като командант на ракетен катер „Пума“ тип „Гепард“ и на фрегата „Нийдерзаксен“. От 2016 г. до май 2018 г. изпълнява задачи като ръководител на отдел „Главни задачи“ в канцеларията на генералния инспектор на германските въоръжени сили генерал Фолкер Викер.
От 18 май 2018 до 3 септември 2021 наследява флотилен адмирал Кай-Ахим Шьонбах като командир на Военноморско училище „Мюрвик“, където е повишен в чин на флотилен адмирал през април 2019 г. На 3 септември 2021 г. предава поста на Йенс Немайер като командир на Военноморско училище „Мюрвик“.
От 16 януари 2020 г. той е заместник-командир на морската мисия на ЕС „European Union Naval Force – Somalia – Operation Atalanta“ в централата в Рота, Испания.
През септември 2021 г. Абри пое поста от Хенинг Фалтин като ръководител на подотдел „Операции“ във военноморското командване в Росток.